# Хапкідо
Хапкідо́ (кор. 합기도, 合氣道; хап «об'єднання» + кі «енергія, сила» + до «шлях») — корейське бойове мистецтво, створене на основі Дайто-рю Айкі-дзюдзюцу. Надалі до нього увійшли елементи тхеквондо та тансудо. Хапкідо — відносно молоде бойове мистецтво, однак у Республіці Корея воно є третім за популярністю після тхеквондо та дзюдо. 
Засновником хапкідо вважається корейський майстер єдиноборств Чхве (Ґой) Ен Соль (1904-1986).
У хапкідо однаково розвивають як техніки самозахисту від одного нападника, так і прийоми самозахисту від декількох супротивників, включаючи озброєних осіб. При нападі сила противника спрямовується в потрібному напрямку, після чого проводиться контратака. Основа хапкідо — це техніки управління силою, як своєю, так і супротивника.
Крім техніки без використання зброї, у хапкідо також вивчають техніки з використанням різних видів зброї. До базових видів зброї хапкідо відносяться ніж, меч, коротка палиця, жердина, клюка тощо.
Форма для занять хапкідо по-корейськи називається добок (кор. 도복).

## Історія
Засновник хапкідо, кореєць Чхве Ен Соль був одним з найбільш успішних учнів японського майстра айкідзюцу Дайто Рю Сокаку Такеда. Після звільнення корейського півострова від японської окупації, майстр Чхве повернувся до Кореї та почав викладати, доповнивши отримані від японського спеціаліста знання традиційною корейською технікою боротьби ногами (субак). Перші варіанти власної системи майстер Чхве називав «ю-квон-суль», потім «хо-сін-суль», ще пізніше «бі-суль», поки не зупинився у 1948 році (за іншими даними — у 1959-му) на остаточному варіанті «хапкідо». Формування хапкідо завершили учні майстра Чхве, які додали до цього стилю техніки ударів ногами з тхеквондо та прийоми з холодною зброєю.

## Пояси та дани
Ступінь освоєння хапкідо ділиться за рівнями. Учнівські рівні називаються гкип (кор. 급). Майстерні ступеня називаються дан (кор. 단). Кількість гкип в кожній зі шкіл хапкідо є різним, відрізняються і кольори учнівських поясів. Зазвичай майстерські ступені розпочинаються з 1 дана і завершуються 9 даном. 10-й дан присвоюється засновнику стилю (школи).

## Основні техніки
- Техніка рук (квон суль, хон сін суль)
- Техніка ніг (паль губкі, юк суль)
- Техніка страховки при падінні (нак боп)
- Дихальні вправи
- Медитація (у Сін Му Хапкідо)
- Базові переміщення
- Вправи зі зброєю

## Організації хапкідо
- Korea Hapkido Federation - Корейська Федерація Хапкідо[1]
- Hapkidowon - World Hapkido Headquarters: Хапкідовон - Всесвітній штаб Хапкідо[2]
- Global Hapkido Federation - Глобальна Федерація Хапкідо[3]
- International Hapkido Federation - Міжнародна Федерація Хапкідо[4]
- World Sinmoo Hapkido Federation - Всесвітня Федерація Сінмое Хапкідо[5]
- World Hapkido Federation - Всесвітня Федерація Хапкідо[6]
- World Hapkido Association - Всесвітня Асоціація Хапкідо[7]